# آلتروزا
آلتروزا (به پرتغالی: Alterosa) یک منطقهٔ مسکونی در برزیل است که در میناز ژرایس واقع شده‌است. آلتروزا ۳۶۶٫۱۰۱ کیلومتر مربع مساحت و ۱۴٬۵۱۷ نفر جمعیت دارد و ۸۴۸ متر بالاتر از سطح دریا واقع شده‌است.